# Powiat Hersfeld-Rotenburg
Powiat Hersfeld-Rotenburg (niem. Landkreis Hersfeld-Rotenburg) – powiat w Niemczech, w kraju związkowym Hesja, w rejencji Kassel. Siedzibą powiatu jest miasto Bad Hersfeld.

## Podział administracyjny
Powiat Hersfeld-Rotenburg składa się z:
- 4 miast
- 16 gmin

Miasta:
| Lp. | Nazwa miasta           | Ludność (30.06.2010) | Powierzchnia km² |
| --- | ---------------------- | -------------------- | ---------------- |
| 1   | Bad Hersfeld           | 29.943               | 73,83            |
| 2   | Bebra                  | 13.870               | 93,64            |
| 3   | Heringen (Werra)       | 7.516                | 61,18            |
| 4   | Rotenburg an der Fulda | 13.639               | 79,84            |

Gminy:
| Lp. | Nazwa gminy             | Ludność (30.06.2010) | Powierzchnia km² |
| --- | ----------------------- | -------------------- | ---------------- |
| 1   | Alheim                  | 5.086                | 63,83            |
| 2   | Breitenbach am Herzberg | 1.786                | 42,14            |
| 3   | Cornberg                | 1.526                | 23,36            |
| 4   | Friedewald              | 2.464                | 39,65            |
| 5   | Hauneck                 | 3.273                | 17,75            |
| 6   | Haunetal                | 3.049                | 54,91            |
| 7   | Hohenroda               | 3.293                | 35,74            |
| 8   | Kirchheim               | 3.684                | 50,66            |
| 9   | Ludwigsau               | 5.718                | 111,92           |
| 10  | Nentershausen           | 2.900                | 57,06            |
| 11  | Neuenstein              | 3.085                | 64,84            |
| 12  | Niederaula              | 5.394                | 64,17            |
| 13  | Philippsthal (Werra)    | 4.219                | 21,31            |
| 14  | Ronshausen              | 2.384                | 37,65            |
| 15  | Schenklengsfeld         | 4.614                | 63,78            |
| 16  | Wildeck                 | 5.008                | 39,86            |

## Współpraca
- Działdowo, Polska
- Hyvinkää, Finlandia
- L’Haÿ-les-Roses, Francja